# Le Chariot
Vous pouvez aider à l'améliorer ou bien discuter des problèmes sur sa page de discussion.
 (mai 2021).
Si vous disposez d'ouvrages ou d'articles de référence ou si vous connaissez des sites web de qualité traitant du thème abordé ici, merci de compléter l'article en donnant les références utiles à sa vérifiabilité et en les liant à la section « Notes et références ».

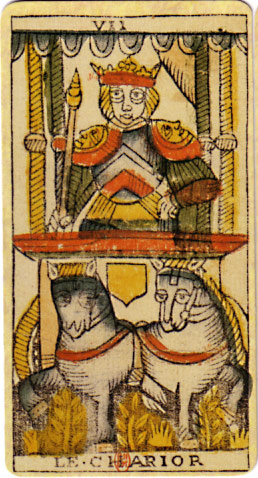
Le numéro 7, le Chariot, du jeu de Jean Dodal (début XVIIIe siècle)

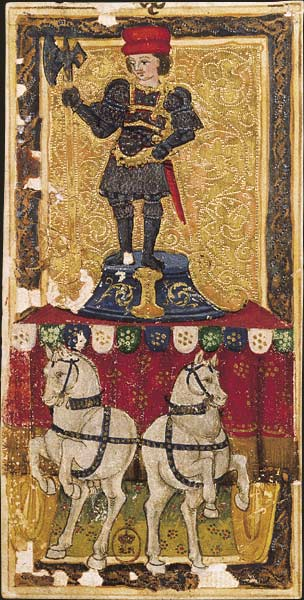
Le Chariot, tarot dit de Charles VI (XVe siècle)

Le Chariot est la septième carte du tarot de Marseille.

## Description et symbolisme
C'est la carte des difficultés vaincues. 
- Les roues du chariot décrit par cet arcane ne sont visiblement pas dans le bon sens pour que le véhicule puisse avancer.
- Les deux chevaux sont parfaitement opposés. L'un est rouge (symbole d'activité) mais a un air placide, tandis que l'autre, bien que bleu (passif) semble fournir un gros effort. À moins que son attitude n'exprime de la hargne.
- Le personnage porte des épaulières de Janus...

...et, malgré toutes les difficultés, ne semble pas éprouver de peine à gérer cet attelage improbable.

C'est la carte de la violence, des instincts belliqueux et martiaux de l'Homme.
Le Chariot : un guerrier qui triomphe sur son char, un conquérant qui voyage. Après avoir réalisé l'amour inconditionnel, s'être réalisé dans sa vie matérielle et spirituelle, l'homme a réussi son parcours, le voile est levé. 
D'un point de vue terre à terre, cette carte peut représenter des voyages, un véhicule (automobile, motocyclette, vélo, etc.), un prince de l'élégance, l'amant parfait.
Le chariot, qui porte comme numéro le 7, est aussi identifiable à la Grande Ourse, qui se compose de 7 étoiles.